# Joe Williams
Joe Williams, nato Joseph Goreed (Cordele, 12 dicembre 1918 – Las Vegas, 29 marzo 1999), è stato un cantante statunitense.

## Carriera
Ha lavorato per otto anni, a cavallo tra gli anni '50 e '60, nella Count Basie Orchestra, big band guidata da Count Basie.
Nel 1983 è stato inserito nella weekend legea

## Discografia parziale
- A Night at Count Basie's (con Count Basie, 1955)
- Count Basie Swings, Joe Williams Sings (con Count Basie, 1956)
- One O'Clock Jump (1957)
- A Man Ain't Supposed to Cry (1958)
- Every Day I Have the Blues (con Count Basie, 1959)
- Together (con Harry Edison, 1961)
- At Newport '63 (1963)
- Me and the Blues (1964)
- Joe Williams Live (con The Cannonball Adderley e Nat Adderley Sextet, 1973)
- Dave Pell's Prez Conference (1979)
- Nothin' but the Blues (1984)
- I Just Wanna Sing (1985)
- In Good Company (1989)
- That Holiday Feelin' (1990)
- Ballad and Blues Master (1992)